# Quintus Aemilius Papus
Quintus Aemilius Papus (* um 320 v. Chr.; † nach 275 v. Chr.) war ein römischer Konsul und Zensor aus der patrizischen Familie der Aemilier. 
282 v. Chr. wurde Aemilius Papus zum ersten Mal zum Konsul gewählt; sein Kollege war Gaius Fabricius Luscinus. In diesem Amt führte er siegreiche Feldzüge gegen Etrusker und Boier. 280 v. Chr. führte Aemilius Papus nach der Schlacht bei Heraclea zusammen mit Fabricius Luscinus und Publius Cornelius Dolabella Verhandlungen mit König Pyrrhos von Epirus. 278 v. Chr. wurde er erneut zum Konsul gewählt, wiederum zusammen mit Fabricius Luscinus. In diese Amtszeit fallen kriegerische Auseinandersetzungen in Süditalien im Pyrrhischen Krieg. Nach dem Rückzug des Pyrrhus nach Sizilien weigerte Papus sich, mit diesem Frieden zu schließen.
275 v. Chr. bekleidete er das Amt des Zensors. Auch in diesem Amt war Gaius Fabricius Luscinus sein Kollege, mit dem zusammen er später als Beispiel für altrömische Tugenden genannt wurde.